# Jane Leade
Jane Ward Leade (marzo de 1624 – 19 de agosto de 1704) fue una teóloga cristiana mística nacida en Norfolk, Inglaterra. Sus visiones espirituales, expresadas en una serie de publicaciones, fueron centrales en la fundación de la filosofía para la Sociedad Filadelfiana en Londres.

## Biografía
Jane Leade provenía de una familia acomodada, y tuvo una crianza cómoda. A los 15 años reclamó haber tenido una visión durante una reunión de Navidad en que una voz angelical la instó a dejar la frivolidad y perseguir lo espiritual. A pesar de jurar hacerlo, la fase próxima de su vida fue convencional. Se casó afortunadamente con un primo segundo, un mercader, y tuvieron cuatro hijas. Su matrimonio de 27 años fue extremadamente estable, pero cuándo murió, quedó absolutamente carenciada y sin dinero en Londres.
En ese tiempo, aun así, tuvo su primera visión de la "Virgen Sofía", el Aspecto Femenino de Dios que está descrito en el Libro de Proverbios en la Biblia, quién prometió desvelar los secretos del universo a ella. Leade se declaró 'Novia de Cristo' y procedió a transcribir sus visiones subsiguientes de la misma manera que su predecesora, Hildegarda de Bingen. Su producción final reunió muchos volúmenes de misticismo visionario.

## La Dociedad Filadelfiana
En 1663 Jane conoció a John Pordage. En 1668, Jane se unió a un pequeño grupo inglés Behmenista dirigido por John Pordage, un sacerdote anglicano quién había sido expulsado de su parroquia en 1655 debido a disidencias, pero fue restablecido en 1660 durante la Restauración inglesa.  Leade quedó en ese grupo después de la muerte de su marido en 1670, y esto también le hizo empezar a mantener su diario espiritual, el cual más tarde sería publicado como Fuente de Jardines. Casi en la miseria después de la muerte de su marido, Leader se unió a la familia Pordage en 1674 y permaneció allí hasta su muerte en 1681. Leade asumió el liderazgo de ese grupo después de fallecer Pordage, y en 1694, el grupo se convirtió en la Sociedad Filadelfiana para el Avance de la Piedad y Filosofía Divina (los filadelfianos). Sus escrituras y visiones formaron el núcleo de ideas y objetivos espirituales del grupo. Rehusaron la idea de ser una iglesia, prefiriendo la de sociedad de plazo, y ninguno de los miembros cesó sus afiliaciones en iglesias convencionales. En conjunto, las ideas del grupo fueron interpretadas como similares al Panteísmo, con respecto a la creencia en la presencia de Dios en todas las cosas, y con un componente no dualista, pues también creyeron en la presencia del Espíritu Santo en cada cosa y que todo el mundo es alma, y que uno puede devenir iluminado por vivir una vida virtuosa buscando la Verdad a través de la cordura de Dios.
El movimiento floreció hasta principios del siglo XVIII cuándo, al morir Leade en 1704, su afiliación empezó a disminuir. Brevemente revivió en 1706 cuándo hubo reuniones con los franceses Camisards, y luego se apagaron. No obstante, tiene acólitos en Europa y América. El legado de Leade fue espiritual y literario pudiendo ser encontrado en el pietismo radical alemán, particularmente en los moravianos bajo Nicolaus Ludwig Zinzendorf, en el romanticismo alemán, y en los trabajos de Emanuel Swedenborg, William Law y William Blake.  A pesar de ya no ser oficialmente un grupo funcional, muchas de las visiones de la Sociedad Filadelfiana y sus escrituras, particularmente aquellas de Jane Leade, han influido en ciertos grupos de Behmenistas, Pietistas, Pietistas radicales, cristianos místicos, y cristianos esotéricos, como la Sociedad de la Mujer en el Desierto (dirigido por Johannes Kelpius), el Ephrata Cloister, y la Sociedad de Armonía, entre otros.

## La visión
Su visión espiritual, a pesar de que mucho de lo propio, era similar a lo expuesto por Jakob Böhme (1575–1624), cuyas escrituras influyeron a John Pordage, el fundador del agrupamiento que devendría en la Sociedad Filadelfiana bajo el liderazgo de Leade. Como otras mujeres cristianas místicas, por ejemplo Juliana de Norwich, Margery Kempe e Hildegarda de Bingen, su espiritualidad tiene un elemento femenino fuerte, siendo la Sophia, o Cordura de Dios, un recurrente tema en su escritura.
Sus escritos cubren muchos de los misterios cristianos: la naturaleza de Cristo, la redención del Hombre a través de un regreso a Dios, la existencia de la Sophia, el Apocalipsis y la posibilidad de la Ascensión. El alcance de su trabajo ha dibujado comparaciones con la Cábala, la Gnosis, los Alquimistas, e incluso los Rosacruces en su creencia en la presencia de Dios en todas las cosas (Panteísmo) y la existencia del Espíritu Santo en cada alma (No dualismo).
Alrededor de 1694, devino en una cristiana universalista, rehusando la "doctrina que ha sido predicada de una inacabable miseria y tormento", que había tenido "poco efecto en asustar o aterrar desde su discurso del mal." Creía que el castigo después de la muerte era purgativo, no punitivo.

## Trabajos
Publicó:
1. La Nube Celestial ahora Rompiendo: El Señor Cristo Ascension Ladder envió abajo; A shew la manera de lograr el Ascension y Glorificación, a través de la Muerte y Resurrección, 1681
2. El Revelation de Revelations: Particularmente como un Ensayo Hacia el Unsealing, Abriendo y Descubriendo los Siete Sellos, los Siete Truenos, el Nuevos Jerusalem Estado, el Doce Gates y el Ojo Mágico. El cuáles han no hasta la fecha tan lejos #ser traídos adelante para encender (exceptúa al Espiritual Discerner) a cualquier grado de Satisfacción, cuando al entendiendo del Misterio magnífico, 1683
3. El Enochian Paseos con Dios: Descubierto por un Viajero Espiritual, Cuya Cara Hacia Monte-Sion Encima era Puso; con una Cuenta Experimental de Qué era Sabido, Visto y Conocido withal Allí. [Un Revelation de la Latitud Inmensa e Infinita del amor del dios, al Restaurando de su Creación Entera, y Qué, y después de qué Manera y Manera somos para Mirar, y espera para este Último Aspecto, y Viniendo de nuestro Muy Dios, y Salvador Cristo Jesus.], 1694
4. Las Leyes de Paraíso: dado adelante por Cordura a un Espíritu Traducido [el dios revela más allá los requisitos para aquellos del Altos llamando del Nazarites quién tendrá acceso a Paraíso mientras todavía dentro de sus cuerpos mortales.], 1695
5. Las Maravillas de la creación del dios: Manifestado en la Variedad de Ocho Mundos; Cuando estuvieron hechos sabidos Experimentalmente al Autor. [Una Manifestación Respecto de los Ocho Mundos o Regiones, Allotted a Almas Humanas; Según sus varios Grados de Ascenso o Descenso.], 1695
6. Un Mensaje al Philadelphian Sociedad: Whithersoever dispersó sobre la Tierra entera. Junto con una Llamada al Muchos Reunieron Iglesias entre protestantes en esta Nación de Inglaterra, 1696
7. Un Segundo Mensaje al Philadelphian Sociedad: Una Manifestación más lejana Respecto del Virgen Philadelphian Iglesia: Dado al día del año Nuevo en este Año Presente MDCXCVI. Siendo Un Segundo mensaje al Philadelphian Sociedad, y un Touchstone al Reunió Iglesias, 1696
8. El Árbol de Faith:  o El Árbol de Vida, Saltando arriba en el Paraíso de Dios de qué Todas las Maravillas de la Creación Nueva, en la Iglesia Virgen del Primer-nacido de la cordura tiene que proceder, 1696
9. El arca de Faith:  o Un suplemento al Árbol de Faith, &c. Para la Confirmación más Lejana del mismo. Junto con Un Descubrimiento del Nuevo Mundo, 1696
10. Una Fuente de Jardines:Volumen yo   (Jane Ventaja está revelando Revista personal de Encuentros Espirituales durante los años de 1670-1676)  Abrevó por los Ríos de Placer Divino, y Saltando arriba en toda la Variedad de Plantas Espirituales; Soplado arriba por la Respiración Pura a un Paraíso. Enviando adelante su Dulce Savours, y Fuerte Odours, para Alma Refreshing, 1696
11. Un Revelation del Everlasting Mensaje de Evangelio: Cuál Nunca Cesará para Ser Predicar'd Cultiva la Hora de Cristo' el juicio Eterno Vendrá; Por el cual será Proclamar'd el Último-Amor Jubilee, para la Restitución del Entero Lapsed Creación, Si Humano o Angelical. Cuando por la Sangre del Everlasting Covenant, todos los Prisioneros serán puestos gratis, 1697
12. Una Fuente de Jardines: Volumen II Siendo una Continuación del Proceso de una Vida según Faith, del Divinely Conocimiento Mágico, y de la Creación Nueva. En Diversiones Mutuas Betwixt La Cordura Esencial, y el alma en su Progreso a través de Paraíso, para Montar Sion, y al Nuevo Jerusalem. (La revista de Jane Ventaja de 1677), 1697
13. El Mensajero de Una Paz Universal:   Un Tercer Mensaje al Philadelphian la sociedad que incluye "Las Marcas de un Ciertos Philadelphian", 1698
14. El Ascenso al Monte de Visión:   Dónde muchas Cosas eran shewn, preocupándose; yo. La Primera Resurrección; II. El Estado de Separó Almas; III. El Patriarchal Vida; IV. El Reino de Cristo: Con una Cuenta del Acercándose Estado Bendito de esta Nación, 1699
15. Las Señales del Tiempo:  Forerunning el Reino de Cristo y Evidencing cuándo está Venido, 1699
16. Las Guerras de David y el Peaceable Reinado de Solomon:   simbolizando las Señales del Tiempo de Warfare y Refreshment de los Santos del Dios más Alto a quien un Reino Sacerdotal es dentro de poco para ser dado, después del Orden de Melchezideck—constando de dos Treatises tituló: Una Alarma al Santo Warriours para Luchar el Battels del CORDERO. La Gloria de Sharon en la Renovación de Naturaleza, 1700
17. Una Fuente de Jardines: Volumen III: Parte UN (la revista de Jane Ventaja de 1678) Un Diario Espiritual de las Experiencias Maravillosas de una Alma cristiana, bajo la Conducta de la Cordura Celestial, 1700
18. Una Fuente de Jardines: Volumen III: Parte DOS (la revista de Jane Ventaja de 1679 a 1686) Un Diario Espiritual de las Experiencias Maravillosas de una Alma cristiana, bajo la Conducta de la Cordura Celestial; Continuado del Año 1679, al Medio del Año 1686 (El Último Volumen de su Revista), 1701
19. Un Testimonio de Funeral Viviente:  o la muerte Vencida, e Inundar'd, en la Vida de Cristo. Con una Descripción más Lejana de los Varios Estados de Separó Almas, cuando a qué  pueden esperar ensue después de que Muerte, si en Cristo o fuera de Cristo, 1702
Otros trabajos:
20. Sesenta Proposiciones de qué estuvo dibujado la 1679 Profecía (Editado y Extraído de, "Un Mensaje al Philadelphian Sociedad: Whithersoever dispersó sobre la Tierra entera.", 1697)